# Крупнейшие морские катастрофы XXI века
Список океанских, морских и речных катастроф в XXI веке, в результате которых погибло более 100 человек.

## Краткое описание
Крупнейшим кораблекрушением, произошедшим в XXI в. стало крушение парома MV Le Joola, произошедшее 26 сентября 2002 года у берегов Сенегала. Оно также считается одним из крупнейших кораблекрушений в мирное время за всю историю.
Крупнейшие кораблекрушения XXI века в основном происходили у берегов Африки или Юго-восточной Азии. По данным на 2015 год, за XXI в. в Азии произошло 16 крупных кораблекрушений, приведших к гибели ста и более человек (8 из них в Бангладеш). Многие из кораблекрушений были связаны с мигрантами и происходили из-за того, что суда, на которых они передвигались, были перегружены в несколько раз. Так, только в апреле 2015 г. в Средиземном море в таких кораблекрушениях погибли более 1,7 тысяч человек. 

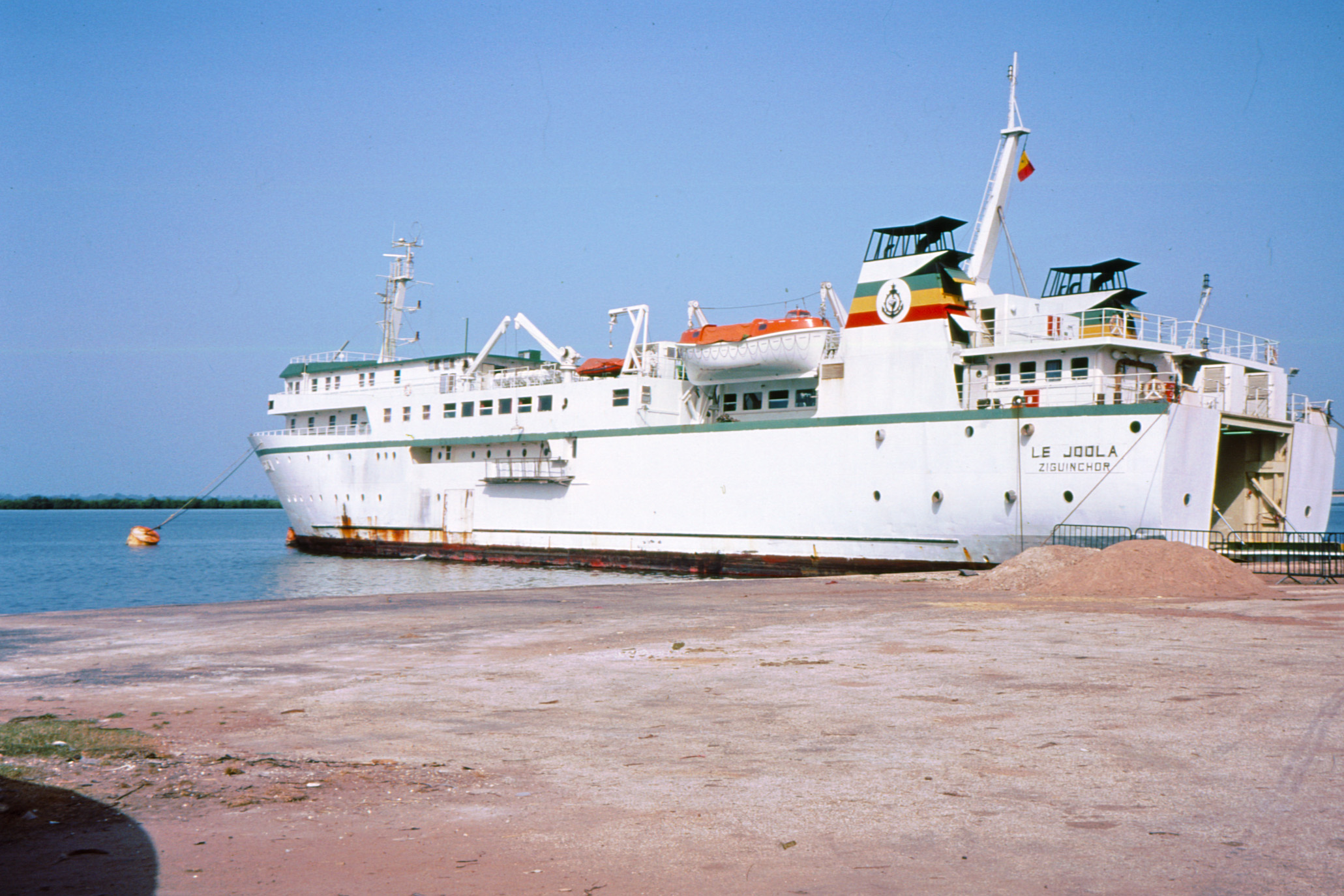
MV Le Joola, крушение которого стало крупнейшим в XXI веке.

## Список

### 2001—2010
| Дата             | Корабль                    | Место катастрофы                       | Погибли                                  | Выжили     | Описание |
| ---------------- | -------------------------- | -------------------------------------- | ---------------------------------------- | ---------- | --- |
| 18 октября 2001  | SIEV X                     | 130 км к югу от Зондского пролива      | 353                                      | 45         | Затонуло во время шторма. Нелегально перевозило мигрантов (в основном из Ирака и Афганистана), которые направлялись в Австралию. |
| 3 мая 2002       | MV Salahuddin-2            | Мегхна, Бангладеш                      | 369 погибли, около 100 пропали без вести | около 100  | Переполненный паром перевернулся во время шторма в 170 км к югу от Дакки.                                                        |
| 26 сентября 2002 | MV Le Joola                | Атлантический океан у берегов Сенегала | 1863                                     | 64         | Третья по величине морская катастрофа, не связанная с войной. Перегруженное судно перевернулось и затонуло во время шторма.      |
| 8 июля 2003      | MV Nasrin-1                | Мегхна, Бангладеш                      | 110 погибли, 199 пропали без вести       | 220        | Перевернулся на реке Мегхна |
| 25 ноября 2003   | Dieu Merci                 | Маи-Ндомбе, ДРК                        | 163—180                                  | 222        | Перевернулся и затонул |
| 27 февраля 2004  | MV SuperFerry 14           | Филиппины                              | 167                                      | 718        | Загорелся и затонул после теракта.                                                                                               |
| 7 марта 2004     | Samson                     | Мадагаскар                             | 111                                      | 2          | Попал в шторм и затонул |
| 14 мая 2005      | Prince of Patuakhali       | Бангладеш                              | 200+                                     | н.д.       | Попал в шторм, перевернулся и затонул.                                                                                           |
| 12 августа 2005  | Лодка                      | Колумбия                               | более 100 пропали без вести              | не менее 7 | Судно, рассчитанное на 15 человек перевозило более 100 нелегальных мигрантов и пропало в 160 км от берега                        |
| 3 февраля 2006   | MS al-Salam Boccaccio 98   | в 100 км от Дубы, Саудовская Аравия    | 1020                                     | 358        | Затонул в плохую погоду после пожара.                                                                                            |
| 23 марта 2006    | Лодка                      | Камерун                                | 127                                      | 23         | Деревянная лодка затонула в плохую погоду                                                                                        |
| 6 апреля 2006    | Al-Baraqua II              | Таджура, Джибути                       | 113—116                                  | ок. 80     | Паром затонул, предположительно, из-за перегруза                                                                                 |
| 30 декабря 2006  | MV Senopati Nusantara      | Яванское море, Индонезия               | 400—500                                  | 224        | Судно перевернулось в плохую погоду.                                                                                             |
| 20 июня 2008     | MV «Princess of the Stars» | Филиппины                              | 814                                      | 57         | Затонул во время тайфуна. |
| 11 января 2009   | MV Teratai Prima           | Макасарский пролив, Индонезия          | 321                                      | 35         | Перевернулся во время сильных волн.                                                                                              |
| 27 марта 2009    | Лодка с мигрантами         | Средиземное море                       | ок. 250                                  | 21         | Рыбацкое судно перевернулось и затонуло                                                                                          |
| 8 сентября 2009  | Teh Teh                    | Сьерра-Леоне                           | 190                                      | 39         | Паром затонул в плохих погодных условиях из-за перегруза                                                                         |

### 2011—2020
| Дата             | Корабль               | Место катастрофы                     | Погибли                  | Выжили  | Описание |
| ---------------- | --------------------- | ------------------------------------ | ------------------------ | ------- | --- |
| 6 апреля 2011    | Лодка с мигрантами    | Средиземное море                     | 150–270                  | 48      | Затонула из-за перегруза |
| 5 июля           | Лодка с мигрантами    | Красное море                         | 197                      | 3       | Затонула после пожара на борту. |
| 10 июля 2011     | Булгария              | Куйбышевское водохранилище, Россия   | 122                      | 79      | Экипаж не задраил иллюминаторы и в них залилась вода, когда в результате порыва ветра и выполнения поворота возник крен и теплоход затонул. |
| 10 сентября 2011 | MV Spice Islander I   | Занзибар, Танзания                   | 1573                     | 620—897 | Перегруженное судно перевернулось из-за потери мощности двигателя. Точное число людей на борту неизвестно. В отчёте о расследовании, опубликованном 19 января 2012 года, указывается 203 погибших и 1370 пропавших без вести из 2470 пассажиров. |
| 2 февраля 2012   | MV Rabaul Queen       | Соломоново море, Папуа —Новая Гвинея | 146–165                  | 246     | Затонуло во время непогоды. |
| 12 марта 2012    | MV Shariatpur 1       | Мегхна, Бангладеш                    | 147                      | 75      | Столкнулся с грузовым судном и затонул. |
| 18 июля 2012     | MV Skagit             | Танзания                             | 150                      | 146     | Затонуло во время непогоды |
| 16 августа 2013  | MV St. Thomas Aquinas | Филиппины                            | 108+37 пропали без вести | 733     | Столкнулся с грузовым судном Sulpicio Express Siete и затонул. |
| 3 октября 2013   | Лодка с мигрантами    | Средиземное море                     | 359                      | 155     | Затонула у берегов Лампедузы. |
| 16 апреля 2014   | MV Sewol              | Южная Корея                          | 304                      | 172     | Неопытным экипажем был сделан слишком резкий поворот, что спровоцировало сильный крен, начавший подвижки груза. Судно не смогло выправиться, завалилось на бок и перевернулось.                                                                  |
| 22 марта 2014    | Лодка                 | озеро Альберт, Уганда                | 251                      | 45      | Затонула из-за перегруза. Перевозила мигрантов. |
| 13 апреля 2015   | Лодка с мигрантами    | Средиземное море                     | 400+                     | ок. 150 | Лодка с мигрантами затонула в 60 милях от африканского берега. |
| 19 апреля 2015   | Лодка с мигрантами    | Средиземное море                     | ок. 800                  | 27      | Лодка с мигрантами затонула в 190 км южнее острова Лампедузы. Точное число людей на борту неизвестно. |
| 1 июня 2015      | Дунфанчжисин          | Янцзы, Китай                         | 442                      | 12      | Затонул во время смерча |
| 18 июня 2018     | MV Sinar Bangun       | озеро Тоба, Индонезия                | 167                      | 21      | Опрокинулся из-за перегруза. |
| 20 сентября 2018 | MV Nyerere            | озеро Виктория, Танзания             | 228                      | 41      | Перевернулся и затонул. |
| 29 октября 2020  | Лодка с мигрантами    | Сенегал                              | 140                      | 60      | Загорелось и перевернулось. |

### 2021—2030
| Дата          | Корабль         | Место катастрофы        | Погибли                                 | Выжили | Описание                                                                                             |
| ------------- | --------------- | ----------------------- | --------------------------------------- | ------ | --- |
| 12 июня 2023  | Свадебная лодка | река Нигер, Нигерия     | 106+                                    | 144    | Свадебная лодка затонула из-за перегруза. Десятки человек пропали без вести.                         |
| 14 июня 2023  | Andrianna       | Ионическое море, Греция | 82 погибли, около 500 пропали без вести | 104    | Судно с нелегальными мигрантами затонуло из-за перегруза                                             |
| 7 апреля 2024 | Zico            | Мозамбик                | 96+                                     | 11     | Рыболовецкое судно, переделанное под паром, затонуло между Мозамбикским проливом и заливом Моссурил. |